# Латинское право
Латинское право (лат. ius Latii или ius latinum) — статус подданных Римской республики и Империи, промежуточный между римским гражданином и перегрином. Исторически впервые был предоставлен обитателям Лация, отсюда и название. Женщины, как и обычно в римском праве, не рассматривались как носители гражданства.

## Права латинского гражданина
- Commercium — право владения недвижимостью в любом поселении латинского статуса, право на заключение юридически обязательных сделок.
- Conubium — право на заключение законного брака с представительницей семьи, имеющей латинское гражданство. Дети мужского пола, рождённые в таком браке, автоматически получали латинское гражданство.
- Ius migrationis — право перемещаться и постоянно проживать на любой территории, на которую распространяется латинское право, с сохранением всех привилегий. Носители латинского гражданства защищались римскими законодательными органами.
- Ius adipiscendae civitatis per magistratuum — право получения римского гражданства за заслуги в гражданской и муниципальной службе.

## Происхождение латинского права
В результате Второй Латинской войны (340—338 гг. до н. э.) был распущен Латинский союз, а 30 полисов, входящих в него, должны были быть интегрированы с Римом. В результате, некоторые города получили равные с римлянами права, прочие были ущемлены. Однако граждане «второго сорта» всё же получили определённые права, которые получили название латинских. Со временем латинское гражданство стало распространяться на римские колонии: в 171 г. до н. э. жители города Картея в Испании впервые за пределами Италии получили латинское гражданство.

## Латинское право в период Империи
Территориальное расширение Римской державы в I в. до н. э. потребовало разработки механизма интеграции, которая осуществлялась через романизацию, при этом широко использовалось предоставление латинского гражданства. Зачастую оно рассматривалось представителями элиты как первый шаг к получению полного римского гражданства, для чего служил механизм Ius adipiscendae civitatis per magistratuum. Единственным путём приобретения латинского гражданства были личные инициативы императоров, так, Веспасиан в 74 г. предоставил латинское право всем жителям Испании. Это необязательно было связано с правом образования муниципий, которые могли быть созданы значительно позже. Крупнейшую реформу в этом направлении провёл в 123 г. император Адриан, предоставивший главам местных администраций в латинских поселениях полное римское гражданство.

## Латинское и римское гражданство
Получение латинского гражданства было важным шагом на пути к получению полного римского гражданства. Во времена Республики латинские граждане имели большинство прав, за исключением права выборов в трибутные комиции и службы в армии. После Гражданских войн 49—45 гг. до н. э. Юлий Цезарь предоставил римское гражданство всем жителям Италии и Цизальпинской Галлии. При Августе и его преемниках, латинское гражданство могло предоставляться целым провинциям. После эдикта Каракаллы 212 г., предоставившего римское гражданство всему свободному населению империи, латинское гражданство, хотя юридически продолжало существовать, фактически не имело никакого значения.